# Зельона-Хоцина
Зельона-Хоцина (пол. Zielona Chocina) — село в Польщі, у гміні Конажини Хойницького повіту Поморського воєводства.
Населення — 206 осіб (2011).
У 1975-1998 роках село належало до Слупського воєводства.

## Демографія
Демографічна структура станом на 31 березня 2011 року:
|          | Загалом | Допрацездатний вік | Працездатний вік | Постпрацездатний вік |
| -------- | ------- | ------------------ | ---------------- | -------------------- |
| Чоловіки | 102     | 25                 | 66               | 11                   |
| Жінки    | 104     | 28                 | 52               | 24                   |
| Разом    | 206     | 53                 | 118              | 35                   |